# Tanjungmojo
Tanjungmojo is een bestuurslaag in het regentschap Kendal van de provincie Midden-Java, Indonesië. Tanjungmojo telt 3730 inwoners (volkstelling 2010).